# Chrysen
Chrysen ist ein polycyclischer aromatischer Kohlenwasserstoff, der aus vier kondensierten Benzolringen besteht und zur Stoffklasse der Phene gehört.

## Vorkommen
Chrysen kommt im Stein- und Braunkohlenteer, in dem organischen Mineral Curtisit sowie im Tabakrauch vor. Es entsteht außerdem bei unvollständiger Verbrennung.

## Analytik
Die zuverlässige qualitative und quantitative Bestimmung von Chrysen gelingt nach angemessener Probenvorbereitung durch Anwendung der Kopplung der Gaschromatographie mit der Massenspektrometrie.

## Eigenschaften
Chrysen zeigt im UV-Licht eine starke Fluoreszenz.
Der logarithmierte Oktanol-Wasser-Verteilungskoeffizient log Kow von Chrysen beträgt 5,9.

## Verwendung
Es dient zur Herstellung von UV-Filtern, Photosensibilisatoren und Farbstoffen.
Aufgrund seiner blauen Fluoreszenz ist es auch zur Markierung von Objekten geeignet.

## Biologische Wirkung
Chrysen wirkt im Tierversuch ebenso wie die meisten PAK karzinogen; nach der VO(EG) Nr. 1272/2008 (CLP-VO) ist es als krebserregend der Kategorie 1B eingestuft.  Für im Wasser lebende Organismen ist Chrysen sehr giftig und kann von ihnen durch Bioakkumulation angereichert werden. Es ist daher nach der CLP-VO als Aquatic Acute 1 und Aquatic Chronic 1 eingestuft, daher nach der deutschen Verordnung über Anlagen zum Umgang mit wassergefährdenden Stoffen (AwSV) der Wassergefährdungsklasse (WKG) 3 zuzuordnen.